# Jan-Karlssjön
Jan-Karlssjön är en sjö i Töreboda kommun i Västergötland och ingår i Göta älvs huvudavrinningsområde.